# Ricreazione
Albums de Malika Ayane
Grovigli
(2010)
Singles
1. Tre cose
Sortie : 27 juillet 2012
2. Il tempo non inganna
Sortie : 9 novembre 2012
3. Niente
Sortie : 13 février 2013
4. E se poi
Sortie : 13 février 2013

Ricreazione est le troisième album de la chanteuse italienne de pop Malika Ayane.

## Titres
1. Grovigli – 3:37 (Malika Ayane)
2. Tre cose – 5:00 (Alessandro Raina – Alessandro Raina e Malika Ayane)
3. Il tempo non inganna – 4:30 (Malika Ayane e Pacifico – Malika Ayane e Carmine Tundo)
4. Glamour – 4:24 (Paolo Conte)
5. Medusa – 3:23 (Davide -The Niro- Combusti e Maurizio Mariani – Davide-The Niro-Combusti)
6. The Morns Are Meeker Than They Were – 2:14 (Emily Dickinson – Sergio Endrigo)
7. Mars – 5:43 (Malika Ayane, Phil Mer e Chris Costa)
8. Shine – 3:25 (Malika Ayane – Boosta)
9. Neve casomai (Un amore straordinario) – 3:48 (Malika Ayane e Pacifico (cantante) – Daniel Vuletic)
10. Something Is Changing (Far From The Thrills) – Director’s cut – 4:19 (Malika Ayane – Paolo Buonvino)
11. Guess What??? – 4:28 (Malika Ayane e Vito-Junior Jack-Lucente)
12. Occasionale – 3:23 (Tricarico)

### Sanremo édition (Bonus)
1. Grovigli
2. Tre cose
3. Il tempo non inganna
4. Cosa hai messo nel caffè
5. Glamour
6. Medusa
7. Niente
8. The Morns Are Meeker Than They Were
9. Mars
10. Shine
11. Neve casomai (un amore straordinario)
12. E se poi
13. Something Is Changing (Far from the Thrills)
14. Guess what???
15. Occasionale

## Charts
| Pays   | Meilleure Position |
| ------ | ------------------ |
| Italie | 2                  |